# Regensburg–Passau-vasútvonal
A Regensburg–Passau-vasútvonal egy normál nyomtávolságú, kétvágányú 15 kV, 16,7 Hz-cel villamosított vasútvonal Németországban Regensburg és Passau között. A vasútvonal hossza 119 km, engedélyezett legnagyobb sebesség 160 km/h.